# Rainer Spenger

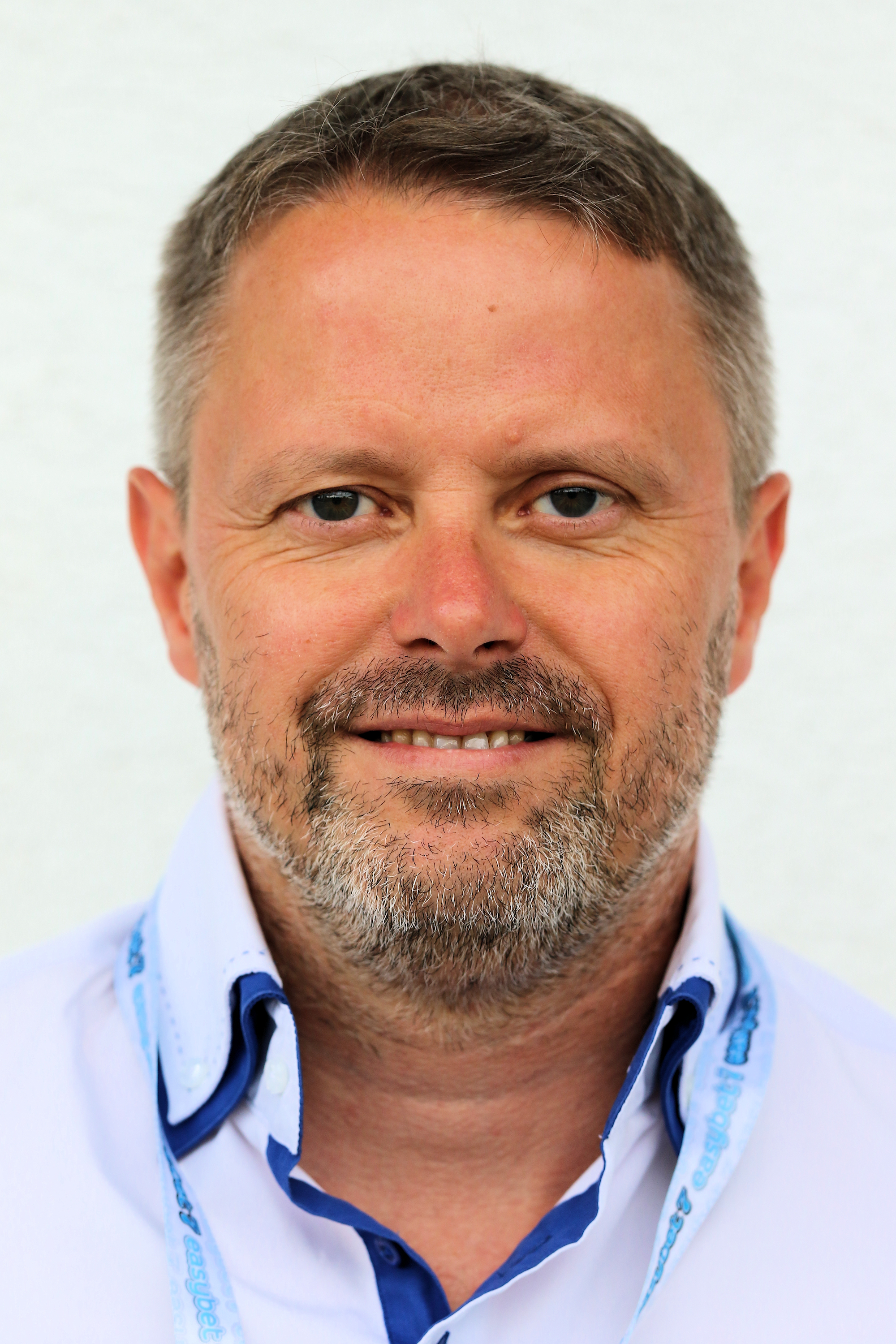
Rainer Spenger (2019)

Rainer Spenger (* 8. August 1970 in Neunkirchen, Niederösterreich) ist ein österreichischer Politiker der Sozialdemokratischen Partei Österreichs (SPÖ). Seit dem 23. März 2023 ist er Abgeordneter zum Landtag von Niederösterreich.

## Leben

### Ausbildung und Beruf
Rainer Spenger besuchte nach der Volksschule Sta. Christiana in Frohsdorf das Gymnasium der Redemptoristen in Katzelsdorf, wo er 1988 maturierte. Ein Diplomstudium der Politikwissenschaften an der Universität Wien schloss er 1993 als Mag. phil. mit einer Diplomarbeit zum Thema Die Rekrutierung der österreichischen Nationalratsabgeordneten: Auslese- und Aufstiegsmechanismen in einem Vergleich der vier Parlamentsparteien ab. Es folgte ein Doktoratsstudium an der Uni Wien, 1997 promovierte er mit der Dissertation über Die Parteisymbole der österreichischen Sozialdemokratie in Theorie und politischer Praxis: eine Analyse am Beispiel der Bezirksorganisation Wiener Neustadt zum Dr. phil.
Ab 1992 war er als parlamentarischer Mitarbeiter für den SPÖ-Nationalratsabgeordneten Arnold Grabner tätig. 1995 absolvierte er den Präsenzdienst an der Theresianischen Militärakademie. 1996/97 war er persönlicher Referent des Vorsitzenden der Gewerkschaft Metall-Bergbau-Energie Rudolf Nürnberger. Von 1998 bis 2001 fungierte er als Pressesprecher des Präsidenten der Arbeiterkammer Niederösterreich (AKNÖ) Josef Staudinger. Anschließend leitete er bis 2015 das Magistrat MA12 der Stadt Wiener Neustadt für Öffentlichkeitsarbeit und Sport und war Pressesprecher von Bürgermeisterin Traude Dierdorf und Bürgermeister Bernhard Müller. Danach führte er bis 2020 die Geschäfte des Vereins für Konsumenteninformation.
Ab 2008 fungierte er als Pressesprecher des 1. Wiener Neustädter SC, bei dem er 2019 Vorstand für Spielbetrieb und Kommunikation wurde. Mit der Fusion des 1. Wiener Neustädter SC und des Futsal-Bundesligisten Fortuna Wiener Neustadt schied er 2023 aus dem Vorstand aus. Ende 2023 wurde er zum Vizepräsidenten des ASKÖ Niederösterreich gewählt.

### Politik
Spenger war von 2018 bis 2020 stellvertretender Stadtparteivorsitzender der SPÖ Wiener Neustadt, deren Vorsitz er 2020 übernahm. Nach den Gemeinderatswahlen 2020 wurde er im Februar 2020 neben Bürgermeister Klaus Schneeberger (ÖVP), Bürgermeister-Stellvertreter Michael Schnedlitz (FPÖ) und dem 1. Vizebürgermeister Christian Stocker (ÖVP) 2. Vizebürgermeister in Wiener Neustadt, wo er die Bereiche Archiv, Denkmalpflege und internationale Beziehungen verantwortet.
Nach der Landtagswahl 2023 wurde er am 23. März 2023 in der konstituierenden Sitzung der XX. Gesetzgebungsperiode als Abgeordneter zum  niederösterreichischen Landtag angelobt.
Für die Gemeinderatswahl im Jänner 2025 wurde er SPÖ-Spitzenkandidat in Wiener Neustadt.

## Publikationen (Auswahl)
- 2008: Eine Geschichte in „Blau-Weiss“: 100 Jahre 1. Wiener Neustädter SC, Die Chronik 1908 bis 2008, gemeinsam mit Herbert Geissler, 2008 (PDF)
- 2014: Hans Barwitzius – ein Leben für Wiener Neustadt[2]